# Округ Наход
Округ Наход (чеш. Okres Náchod) је округ у Краловехрадечком крају, у Чешкој Републици. Административно средиште округа је град Наход.

## Становништво
Према подацима о броју становника из 2012. године округ је имао 112.206 становника.